# Richard Vission
Richard Vission (Toronto, 24 de maio de 1973) mais conhecido pelo seu nome artístico Richard "Humpty" Vission, é um produtor canadense de house music, remixer e DJ.

## Discografia

### Mixagens contínuas de DJ
- 1992 This Is a Test vol. 1
- 1994 This Is a Test vol. 2
- 1995 This Is My House
- 1996 House Nation
- 1997 Drop That Beat
- 1997 The House Connection Vol. 1 (com Bad Boy Bill)
- 1998 House Connection Vol. 2 (com Bad Boy Bill)
- 2000 Shut the F**k Up and Dance
- 2001 Damn That DJ Made My Day
- 2004 Big Floor Funk
- 2005 Automatic
- 2013 House Connection Vol. 3 (com Bad Boy Bill)

### Singles
| Título                                        | Ano  | Posições nas paradas | Posições nas paradas | Posições nas paradas | Posições nas paradas | Certificação        |
| Título                                        | Ano  | CAN                  | AUS                  | NZ                   | US Dance             | Certificação        |
| --------------------------------------------- | ---- | -------------------- | -------------------- | -------------------- | -------------------- | ------------------- |
| "I Like That" com Static Revenger com Luciana | 2009 | 86                   | 3                    | 19                   | 1                    | - ARIA: 2× Platinum |
| "When It Feels This Good" (vs. Luciana)       | 2012 | —                    | —                    | —                    | 4                    |                     |

### Outros singles
- 1999 "The Muzik" (feat. Nina Lares)
- 2000 "Shut the Fuck Up and Dance" (como Adrenaline)
- 2001 "Damn That DJ Made My Day" (como Adrenaline)
- 2004 "Never Let Me Down"
- 2004 "Sexy"
- 2004 "Been a Long Time"
- 2004 "Higher"
- 2004 "Freaks (Keep Rockin')"
- 2011 "Boombaa EP"

#### Produções
- 2013 Britney Spears - "Don't Cry"
- 2014 Havana Brown - "Whatever We Want"

### Remixes
- 1995 Taylor Dayne - "Say a Prayer" - Vission & Lorimer Mix (com Peter Lorimer)
- 1995 Raw Stylus - "Believe in Me" -Vission & Lorimer mix
- 1995 Miranda - "Round and Round" - AJ & Humpty mix
- 1995 The Shamen - "Destination Escaton" - Vission & Lorimer mix
- 1995 Ace of Base - "Beautiful Life" - Vission and Lorimer mix
- 1995 Crystal Waters - "Relax" - Vission and Lorimer mix
- 1999 Madonna - "American Pie" - RHV Radio Edit/Richard "Humpty" Vission Visits Madonna
- 2000 Madonna - "Music" - RHV Phunkatron Remix/Radio Mix/Dub
- 2001 Madonna - "What It Feels Like for a Girl" - RHV Velvet Masta Remix/Edit
- 2001 Madonna - "Don't Tell Me" RHV Remix/Radio Mix
- 2002 Felix da Housecat featuring Miss Kittin - "Madame Hollywood"
- 2003 Madonna - "Die Another Day" - RHV Electrofried Remix/Radio Mix
- 2003 Andrea Doria - "Bucci Bag" - RHV Pro-Funk Mix
- 2004 Sting - "Stolen Car" - RHV Remix
- 2004 Utada - "Devil Inside" - The RHV Experience Mix
- 2005 The Pussycat Dolls - "Stickwitu" - Richard Vission Remixes
- 2005 The Bravery - "Fearless" - RHV Remix
- 2005 The Killers - "Mr. Brightside" - RHV Remix
- 2005 Usher - "Caught Up" - RHV Remix
- 2006 The Perfects - "Shipwrecked" - RHV Remix
- 2006 Under the Influence of Giants - "Mama's Room" - RHV Remix
- 2006 David Bowie - "Let's Dance" - Richard Vission Mix
- 2006 Hilary Duff - "Play With Fire" - Richard Vission Remixes
- 2006 Nelly Furtado - "Maneater" - Richard Vission Remix
- 2006 Nelly Furtado - "Promiscuous" -Promiscuous Vission Remix
- 2006 Justin Timberlake - "Sexyback" - Vission's Back Remix
- 2006 Gnarls Barkley - "Crazy" - Crazy Vission Remix
- 2006 Stranger Days - "Somebody" - RHV Remix
- 2006 KoЯn - "Coming Undone" - RHV Remix
- 2007 Timbaland - "The Way I Are" - Richard Vission Remixes
- 2007 Hilary Duff - "Stranger" - Richard Vission Remixes
- 2007 Hilary Duff - "Dignity" - Richard Vission Remixes
- 2007 Hilary Duff - "With Love" - Richard Vission Remixes
- 2008 Lady Gaga - "Just Dance" - Richard Vission Remixes
- 2008 Hilary Duff - "Reach Out" - Richard Vission Remixes
- 2008 OneRepublic - "Apologize" - Richard Vission Remixes
- 2009 The Black Eyed Peas - "Meet Me Halfway" - Richard Vission Solmatic Remix
- 2009 Eva Simons - "Silly Boy" - Silly Boy (Remixes)
- 2009 Pussycat Dolls - "Bottle Pop" - Richard Vission Remixes
- 2009 Hilary Duff - "Any Other Day" - Richard Vission Remixes
- 2010 Enrique Iglesias - "Tonight (I'm F**kin You)" - Richard Vission Solmatic Remix
- 2010 Lady Gaga - "Bad Romance"
- 2012 Madonna - "Turn Up The Radio" - Richard Vission Speakers Blow Remix
- 2012 Havana Brown - "One Way Trip"
- 2012 Cheryl - "Call My Name" - Richard Vission Remixes
- 2012 will.i.am - "This Is Love" - Richard Vission Solmatic Remix
- 2013 Britney Spears - "Work Bitch" - Richard Vission Remixes

## Ligações externos
- Site oficial
- Power Tools Mix Show
- Richard Vission no SoundCloud
- Discogs